# Champ libre
Pour l’article ayant un titre homophone, voir Chant libre.
Pour les articles homonymes, voir Champ libre (homonymie).
Champ libre est une maison d'édition créée à Paris en 1969 par Gérard Lebovici, Gérard Guégan, Alain Le Saux et Floriana Lebovici pour publier des ouvrages de critique sociale reflétant des courants de gauche critique et d'extrême gauche non léniniste de l'époque (gauche communiste). De nombreux classiques de l'anarchisme, de la littérature, de l'histoire militaire et stratégique, et d'ouvrages sur les avant-gardes artistiques (principalement Dada) y seront également édités. En vingt-deux ans, Champ libre a publié 230 livres.
Dans le domaine de l'édition, Champ libre a eu une influence radicale sur une partie de la jeunesse des années 1970 et a inspiré nombre d'éditeurs indépendants.
À la suite de l'assassinat de Gérard Lebovici en 1984, Champ libre prend le nom d'Éditions Gérard Lebovici. En 1991, après le décès de Floriana Lebovici, épouse de Gérard Lebovici, la maison est mise en liquidation et son fonds est repris par les éditions Ivrea, à l'exception notable des livres de Guy Debord, qui décide de rompre avec les héritiers Lebovici, responsables d'Ivrea.

## Histoire

### 1969: fondation
Secondé par Gérard Guégan, qui en est le premier directeur littéraire, Gérard Lebovici s'entoure d'une équipe qui comprend notamment Alain Le Saux et Raphaël Sorin, ainsi que sa femme, Floriana Chiampo. Champ libre publie dans cet après-68 un large éventail de textes qui reflètent la recherche idéologique de l'époque ainsi qu'une ouverture vers la contre-culture américaine ou les avant-gardes historiques, textes qui sont amenés dans la maison aussi bien par Michel Giroud que Marc Dachy ou Andréi Nakov. À ses débuts, Champ libre n'a pas de ligne éditoriale précise. La maison surfe sur la vague de 1968 et s'intéresse à l'underground, à l'avant-garde, à la science-fiction, à la sexualité ainsi qu'aux classiques de l'anarchisme et du marxisme.
En septembre 1971, Champ libre republie le livre de Guy Debord, La Société du spectacle, et édite des ouvrages qui se situent à contre-courant, comme celui du sinologue Simon Leys (de son vrai nom Pierre Ryckmans), Les Habits neufs du président Mao, qui contribue à dégonfler le mythe de la « révolution culturelle » chinoise, encore très vivace en France à cette époque, surtout parmi les intellectuels et les militants. La rencontre de Lebovici avec Debord en 1971 est décisive car elle marque le début d'une indéfectible amitié qui va influer sur l'orientation de Champ libre. Guy Debord aiguise le regard de l'éditeur. Champ libre devient peu à peu, à partir de 1972, un espace neuf de critique sociale en rupture avec l'édition de gauche traditionnelle, se démarquant ainsi du gauchisme « trotsko-maoïste » alors en vogue.
Grâce à l’entremise de Georges Kiejman, ami de longue date de Gérard Lebovici et avocat de la maison Gallimard, Champ libre bénéficie de la logistique de Gallimard pour sa diffusion et sa distribution.

### 1974: renvoi de la première équipe
En 1974, Lebovici congédie la première équipe de Champ libre, reprochant à Guégan de publier ses propres livres et l'accusant de vouloir transformer l'entreprise en une maison d'édition commerciale comme les autres. Les suggestions de Guy Debord prennent alors une part grandissante dans le choix des auteurs publiés, notamment avec les classiques de l'histoire militaire et de la stratégie (plusieurs volumes de Clausewitz, Ardant du Picq, Jomini et WFP Napier) mais aussi avec la publication d'August von Cieszkowski (considéré par Debord comme un précurseur des thèses de l'Internationale situationniste), Anacharsis Cloots, Saint-Just, Baltasar Gracián, Bruno Rizzi, Edward Sexby, Jorge Manrique, les poètes de l'époque des Thang, Omar Khayyam ainsi que Jaime Semprun et Francis Pagnon, entre autres.

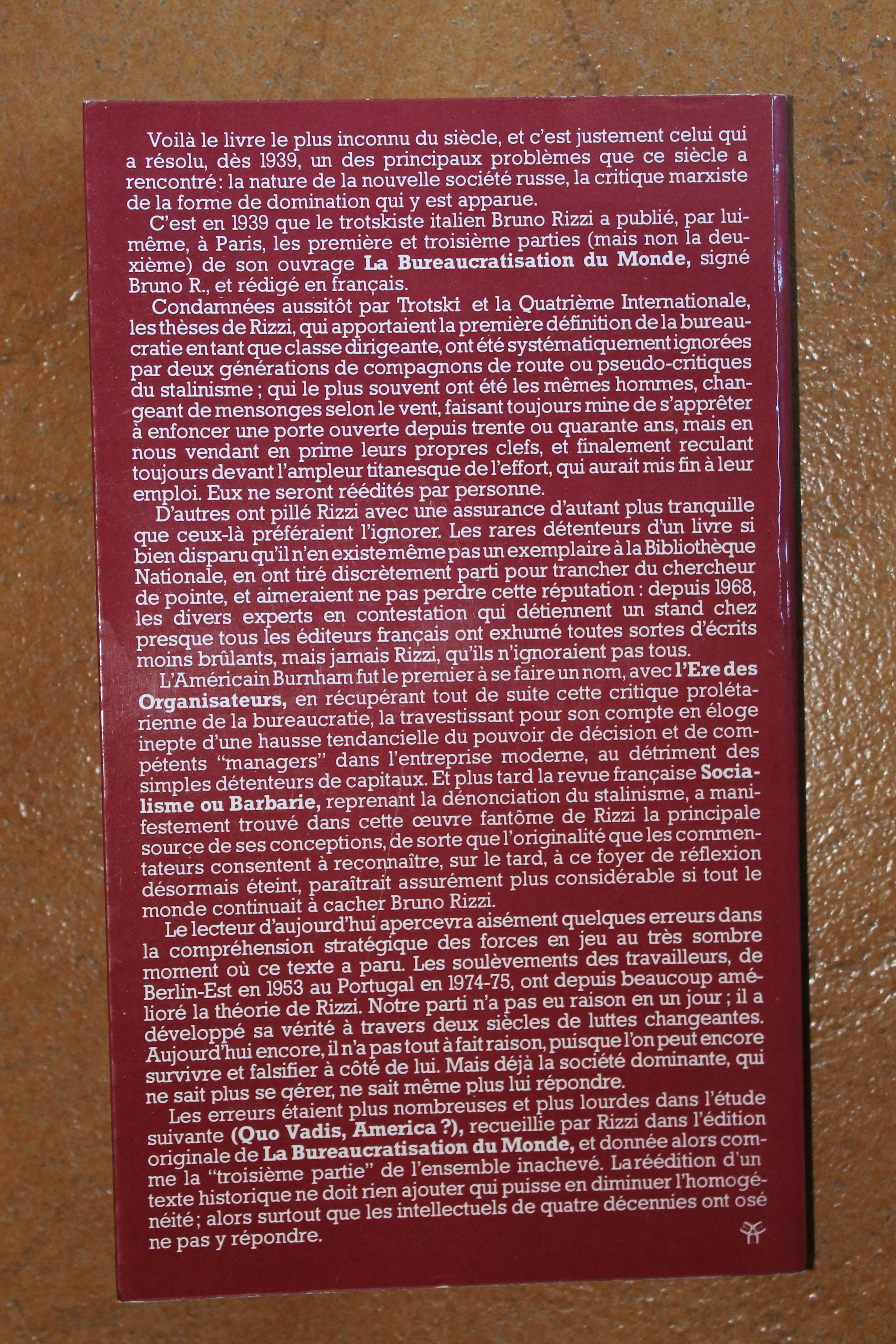
Quatrième de couverture rédigée par Guy Debord du livre de Bruno Rizzi, L'URSS : collectivisme bureaucratique. La Bureaucratisation du monde, éditions Champ Libre, 1977.

La Révolution sociale espagnole de 1936 est évoquée dans plusieurs titres tels que la Protestation devant les libertaires du présent et du futur sur les capitulations de 1937 (traduite du castillan par Debord), l'Histoire du POUM, Spanish Cockpit, ou encore Hommage à la Catalogne. Trois projets d'édition traitant de la Révolution espagnole ne voient pas le jour. Tout d'abord la biographie de Buenaventura Durruti par Abel Paz est refusée, Gérard Lebovici reprochant à l'auteur de ne pas affirmer avec clarté la responsabilité des staliniens et des dirigeants de la CNT dans la mort de Durruti. Les autres deux projets sont le livre de Burnett Bolloten, La Révolution espagnole et celui d'Antonio Téllez, Sabaté. Guerilla urbaine en Espagne (1945-1960), livre tenu en haute estime par Debord. Ces deux ouvrages avaient été publiés initialement en français par Ruedo ibérico. À la suite de la disparition de Ruedo ibérico, Champ libre en avait un moment envisagé la réédition au cours des années 1980.
Champ libre republie également quelques grands classiques révolutionnaires (Marx, Bakounine) ainsi que des auteurs opposés aux Bolcheviks et au stalinisme (Gustav Landauer, Karl Korsch, Ante Ciliga, Boris Souvarine, Boris Savinkov, Nicolas Valentinov, Boris Pilniak, Walter Krivitsky, George Orwell). Toutefois on ne peut réduire la maison aux choix de Debord si l'on pense aux livres de Chklovski, Pansaers, Ribemont-Dessaignes, Pessoa, Taraboukine, Schwitters, Kubler, Huidobro, dont la publication par Champ libre semble créer un axe « dada-situationniste » qui, certes, recoupe certaines positions de Debord, mais relève aussi d'une volonté de diffuser des travaux de nombreux chercheurs sans relation avec les situationnistes.
De 1974 à 1978, Champ libre publie une collection de vingt-et-un titres de science-fiction, baptisée « Chute libre » par Jean-Patrick Manchette et dirigée par Jean-Claude Zylberstein.
Champ libre édite à partir de 1975 un recueil réunissant les 12 numéros de la revue Internationale situationniste, mais aussi Véridique Rapport sur les dernières chances de sauver le Capitalisme en Italie de Censor (pseudonyme de Gianfranco Sanguinetti), traduit par Guy Debord, où sont révélées les stratégies modernes des classes dominantes, le Précis de récupération de Jaime Semprun, une réédition de De la misère en milieu étudiant, les Œuvres cinématographiques complètes de Debord en 1978 (dont In girum imus nocte et consumimur igni) ou encore, en 1979, la Préface à la quatrième édition italienne de « La Société du spectacle » dans laquelle Debord traite de la question du terrorisme en Italie. Il y affirme que les Brigades rouges sont entièrement manipulées par les services secrets de l'État et que c'est au nom de l'intérêt supérieur de l'État qu'Aldo Moro a été assassiné. Champ libre publie le livre de Hanns-Erich Kaminski, Céline en chemise brune, qui s'attaque à l'écrivain L.-F. Céline considéré comme un agent au service de la propagande nazie. Ce thème sera ensuite approfondi par Michel Bounan (L'Art de Céline et son temps), ami de Guy Debord, dans les années 1990.
La politique commerciale de la maison, sous l'influence de Debord, va rompre avec tous les usages habituels du milieu de l'édition : pas de publications en livres de poche des titres les plus vendus, aucun contact avec la presse, refus des prix littéraires, rupture avec tout auteur dont le comportement n'est pas en cohérence avec l'esprit de la maison[réf. nécessaire]. Debord, dans une lettre à Lebovici en avril 1975, considère que sur les quatre-vingts titres figurant au catalogue, il n'y a que 22 bons livres, le reste étant médiocre, voire franchement mauvais. Le pourcentage de bons livres est malgré tout largement supérieur à celui de n'importe quel autre éditeur fait remarquer Debord.
En mars 1978, Gérard Lebovici reconnaît, dans une lettre à un de ses auteurs, que « (…) l'époque y participant, je m'améliore sans doute, car je refuserais aujourd'hui bon nombre de livres figurant au catalogue Champ libre (…) ». Non sans plaisir, Debord affirme qu'« il y a autour de Champ libre une louche allure de complot permanent contre le monde entier. »
Les années qui suivent confirment l'originalité de Champ libre dans le paysage éditorial. L'équipe se rétrécit : Floriana Lebovici assume l'essentiel des fonctions, accompagnée par Hortensia Biscaretti di Ruffia, Catherine Nicole et un maquettiste. Floriana Lebovici introduit de nouvelles maquettes somptueuses qui vont devenir la marque de la maison. À l'amour des textes s'allie celui de la fabrication des livres : couture au fil de lin, impression couleur sur canson, rabats, reproductions, typographie au plomb ; il y a là une véritable conception du livre de qualité qui va à contre-courant de l'industrialisation de la chose imprimée.
En février 1979, Debord rédige une Déclaration qui paraîtra en tête des catalogues de Champ libre jusqu'en 1991. Il s'agit d'une déclaration de guerre aux journalistes et aux critiques littéraires qui y sont traités de « professionnels de la falsification et de la jobardise ». On peut y lire que « Champ libre a cessé de reconnaître l'existence de la presse. »

#### Une visée stratégique
La visée stratégique de Gérard Lebovici et Guy Debord à travers Champ libre est de mettre en lumière l'apparence des choses afin de mieux en dévoiler la réalité. Il s'agit d'un travail de déprogrammation, de contre-information, de démystification, dont Champ libre est le vecteur essentiel. Le but est de réagir à l'aliénation générale mortifère, au conditionnement médiatique de l'individu, à l'inculture générale obligatoire, à la tentation d'écarter de l'histoire des moments passionnants de l'art et de la vie, et plus généralement à la dégradation de la qualité de l'existence. Le catalogue de Champ libre inaugure un concept neuf et crucial, noble contrepoint à l'industrialisation en cours dans le monde de l'édition.
Du fait de la fortune de Gérard Lebovici obtenue dans le monde du cinéma, Champ libre n'a aucun souci d'argent. La maison est volontairement déconnectée du marché et ne cède à aucun compromis commercial. Dans L'Édition française depuis 1945, Anita Blanc, ancienne collaboratrice de Champ libre, explique cette indépendance : « Dégagé des soucis économiques qui sont le lot permanent des petites maisons d'édition à la production exigeante, Lebovici pourra se permettre de soutenir financièrement un catalogue de « petite vente » sans concessions commerciales et de n'éditer, même à perte, que les ouvrages qu'il estime nécessaires et sélectionnera avec rigueur. »

### 1984: réédition de Mesrine et l'assassinat de Gérard Lebovici
En 1984, Gérard Lebovici, fasciné par le caractère libertaire de Jacques Mesrine, décide de rééditer L'Instinct de mort, l'autobiographie de l'« ennemi public n° 1 » assassiné en 1979 par la police. Parallèlement, il prend sous sa coupe sa fille, Sabrina Mesrine, et lui offre sa protection. Le livre sort doté d'une préface de Gérard Lebovici dans laquelle il fustige la nouvelle loi qui confisque à jamais les droits d'auteurs des personnes ayant publié un récit des crimes pour lesquels elles sont détenues, ainsi que l'attitude du précédent éditeur de Mesrine, Jean-Claude Lattès. Lebovici rappelle que Mesrine était devenu pour les Français le parfait symbole de la liberté et affirme le « redoutable honneur » que représente pour Champ libre le fait d'être son éditeur.
Après l'assassinat resté mystérieux de Gérard Lebovici le 5 mars 1984, la presse, toutes tendances confondues, se complaît pendant plusieurs semaines à broder de multiples fictions et allégations sans fondements autour de la « vie mystérieuse » de la victime. Certains journaux vont jusqu'à accuser Debord d'être l'instigateur du crime. L'entourage de Gérard Lebovici répond à ce fatras médiatique en publiant Tout sur le personnage, le livre que Gérard Lebovici était en train de préparer. Guy Debord publie ensuite, en février 1985, ses Considérations sur l'assassinat de Gérard Lebovici où il règle ses comptes avec ses calomniateurs. Dans ses Considérations, il note que « Gérard Lebovici avait publié beaucoup plus de classiques que de subversifs contemporains, mais dans un moment de décadence et d'ignorance programmées, où l'on discerne moins la révolution qui monte que la société qui descend, la publication même des classiques a passé pour un acte subversif. »
À la suite de ce drame, Floriana Lebovici, sur le conseil de Guy Debord, rebaptise Champ libre « Éditions Gérard Lebovici » tout en gardant le logo de Champ libre sur la couverture des nouvelles parutions. Elle travaille avec divers conseillers dont Roger Lewinter, Marc Dachy, Michel Pétris et, bien sûr, Debord.
Les Éditions Gérard Lebovici publient en 1985 deux importants volumes de James Guillaume qui documentent la position anarchiste au sein de la Première Internationale. La même année, Guy Debord fait publier un recueil de Potlatch (1954-1957), la revue de l'Internationale lettriste dont il était membre.
La maison continue la publication d'ouvrages de stratégie : en 1986 paraît le livre de Maurice Serin, Une Révolution, qui comporte une étude sur la guerre de rues, en 1987, Guy Debord publie Le Jeu de la guerre et en 1989, paraît De la guerre, l'ouvrage majeur du grand stratège Carl von Clausewitz.
En 1986, Mezioud Ouldamer fait paraître Le Cauchemar immigré dans la décomposition de la France. De nouveaux titres en rapport avec Dada arrivent avec la publication de Bar Nicanor de Clément Pansaers, puis de l'œuvre dispersée du poète et boxeur Arthur Cravan qui est réunie pour la première fois en un volume préparé par Jean-Pierre Begot en 1987. Cinq livres de l'écrivain espagnol Ramón Gómez de la Serna sont publiés entre 1984 et 1988.
En 1988, paraissent les Commentaires sur la société du spectacle de Debord qui auront une grande répercussion, et en 1989, Panégyrique. À la même époque, sont publiés deux classiques de la littérature italienne : en 1987, Le Livre du courtisan de Baldassare Castiglione qui n'était plus disponible en français depuis trois siècles, et en 1989, Ma Vie de Vittorio Alfieri.

#### Thématiques traitées par Champ libre
Le 29 mars 1986, Guy Debord adresse à Floriana Lebovici une lettre dans laquelle il énonce douze subdivisions, assez souples mais cohérentes, des auteurs publiés par Champ libre selon les thèmes abordés (certains auteurs peuvent se trouver dans plusieurs subdivisions à la fois) :
- Anarchie : Joseph Déjacque, Mikhaïl Bakounine, Gustav Landauer, Arthur Lehning, L'Incontrôlé de la Colonne de fer, Claude Harmel.
- Hégélo-marxisme : Hegel, August von Cieszkowski, Karl Korsch, Joseph Dietzgen, Víctor Alba, Paul Mattick, Lucio Colletti, Bruno Rizzi, Karl Marx, Friedrich Engels.
- Antistalinisme : Simon Leys, Boris Pilniak, Boris Souvarine, Ante Ciliga, Walter Krivitsky, George Orwell, Franz Borkenau, Boris Savinkov, Kostas Papaïoannou.
- L'Internationale situationniste et Mai 68 : Guy Debord, Potlatch, La Véritable Scission, revue Internationale situationniste, De la misère en milieu étudiant, L'I.S. de Jean-Jacques Raspaud et Jean-Pierre Voyer, Des tracts en mai 68.
- L'Espagne et sa révolution : Baltasar Gracián, Ramón Gómez de la Serna, Jorge Manrique, Saint Jean de la Croix, Víctor Alba, Franz Borkenau, L'Incontrôlé de la Colonne de fer, Appels de la prison de Ségovie, George Orwell, Gerald Brenan.
- L'avant-garde russe et le dadaïsme : Nikolaï Taraboukine, Victor Chklovski, Kazimir Malevitch, Véniamine Kaverine, George Kubler, Adolf Loos, Francis Pagnon, Georges Ribemont-Dessaignes, Erik Satie, Richard Huelsenbeck, Clément Pansaers, Arthur Cravan.
- Stratégie : Carl von Clausewitz, Antoine de Jomini, Charles Ardant du Picq, W.F.P. Napier, Maurice Serin, Le Jeu de la Guerre (G. Debord), Michel Barclay de Tolly (Le Général Hiver).
- Les révolutions des XVIIe et XVIIIe siècles : Edward Sexby, Junius, Georges Avenel, Anacharsis Cloots, Saint-Just, Maurice Serin.
- Langages et psychanalyses : Arsène Darmesteter, Claude Favre de Vaugelas, Hanns-Erich Kaminski, Karl Kraus, Georg Groddeck, André Roumieux, Roger Lewinter.
- Orwell et autres romanciers : George Orwell, Henry James, Jens August Schade, Herman Melville, Marcel Schwob.
- Poésie : Fernando Pessoa, Edgar Lee Masters, Poésies de l'Époque des Thang, Omar Khayyam, Jorge Manrique, Friedrich Nietzsche, Jean de la Croix, Herman Melville.
- Les suites de Mai 68 : F.H.A.R., Jaime Semprun, Censor, Lettre de Dakar, Mezioud Ouldamer, L'Algérie brûle !, Michèle Duval, Francis Pagnon, Jean-François Martos, Appels de la prison de Ségovie, Jacques Mesrine, Correspondance de Champ Libre, Gérard Lebovici, Jean-Louis Moinet.

### 1991: fin de Champ libre, début des éditions Ivrea
À la suite du décès de Floriana Lebovici, en février 1990, et du conflit opposant Guy Debord aux héritiers, les éditions sont mises en liquidation en avril 1991. Le fonds du catalogue est repris en 1992 par Jacques Dodart, Nicolas Lebovici (fils de Floriana et Gérard Lebovici) et Lorenzo Valentin (fils de Floriana Valentin, d'un premier mariage) sous le nom des éditions Ivrea (du nom de la ville natale de Floriana Lebovici).
Ivrea poursuit la publication des écrits de George Orwell en collaboration avec Jaime Semprun et les éditions de l'Encyclopédie des Nuisances. Ivrea publie également nombre d'auteurs anciens tels que Machiavel, Tacite, Spinoza ou François Guichardin, des classiques de l'anarchisme comme les Mémoires et Écrits de Nestor Makhno ou des textes d'auteurs d'avant-garde comme Kurt Schwitters, notamment son recueil Anna Blume, ou encore des écrivains plus contemporains comme James Carr (Crève), Beppe Fenoglio (La Permission), deux livres, en relation avec l'Espagne, partagent selon l'éditeur une même approche (Le Royaume millénaire de Jérôme Bosch de Wilhelm Fraenger et Don Quichotte Prophète d'Israël de Dominique Aubier), des livres appartenant au domaine poétique comme ceux de Michel Falempin (L'Apparence de la vie, La Prescription), Bernard Collin (Perpétuel voyez Physique, Les Globules de Descartes), Philippe Grand (Tas IV) et Jacques Roubaud (La Vieillesse d'Alexandre), une critique de la technologie avec Günther Anders (L'Obsolescence de l'homme, en coédition avec l'EdN), des critiques de la restauration des œuvres d'art avec Sarah Walden (Outrage à la peinture) et le recueil des bulletins de l'A.R.I.P.A. (Chronique d'un saccage), tout en rééditant de nombreux ouvrages du fonds Champ libre tels les écrits de Malévitch, Clausewitz ou d'Arthur Cravan. En 1997, Ivrea réédite l'ouvrage de l'historien Louis Chevalier, L'Assassinat de Paris et intervient avec l'EdN pour défendre George Orwell face à certaines calomnies journalistiques (George Orwell devant ses calomniateurs). Le catalogue propose d'ailleurs un descriptif précis pour chacun de ces ouvrages, ce qui permet une première approche de ces derniers.

En 1995, Lorenzo Valentin affirme en réponse à Jean-François Martos, auteur chez Champ libre d'Histoire de l'Internationale situationniste, qui protestait contre la ligne éditoriale d'Ivrea, que l'histoire de Champ libre n'est pas terminée malgré le décès des fondateurs. Sur l'orientation éditoriale d'Ivrea, Lorenzo Valentin déclare en 2001 que : 

« depuis 1989, énormément de choses ont changé. Toutes sortes de références idéologiques ont été perdues, références sur lesquelles Champ libre s'appuyait : une certaine conception de la liberté, un lien étroit avec les grandes théories révolutionnaires, libertaires, permettant une dénonciation des impostures idéologiques, du stalinisme… Or on ne peut plus se référer aujourd'hui à tout cela de la même façon, parce que tout un système de valeurs s'est effondré. Champ libre était en révolte contre un état du monde mais aujourd'hui l'aliénation a atteint un tel degré qu'il est très difficile de lutter contre par simple prise de position politique. L'aliénation est à présent au cœur même du langage. »

C'est pourquoi, toujours selon lui, il s'agit maintenant de se situer sur le seul terrain où il ne puisse pas y avoir de récupération, en l'occurrence celui du poétique : 

« le vers est un ordre de mesure du monde. Si l'on touche à la langue, on touche au monde. »

### Couvertures

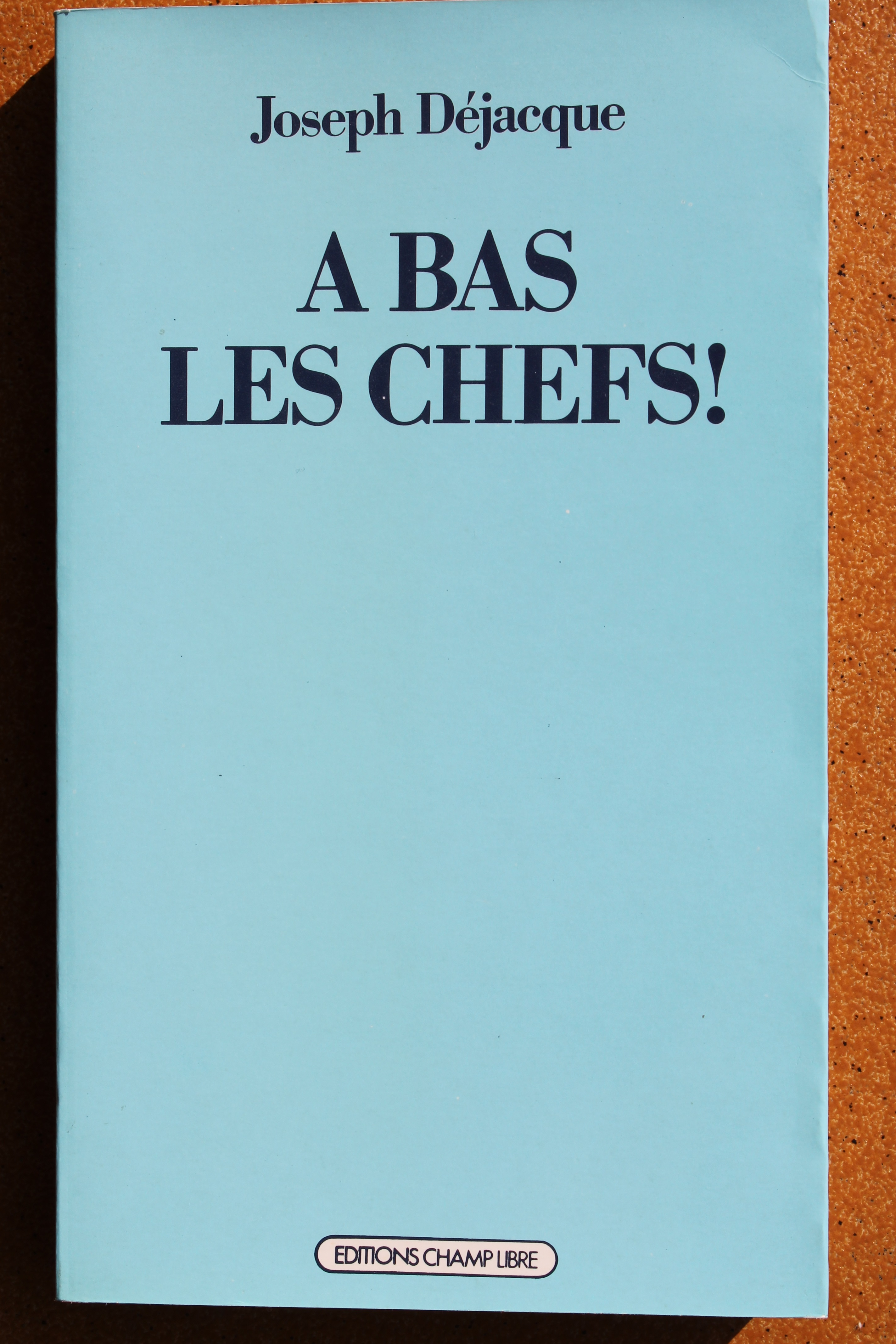
A bas les chefs ! de Joseph Déjacque.
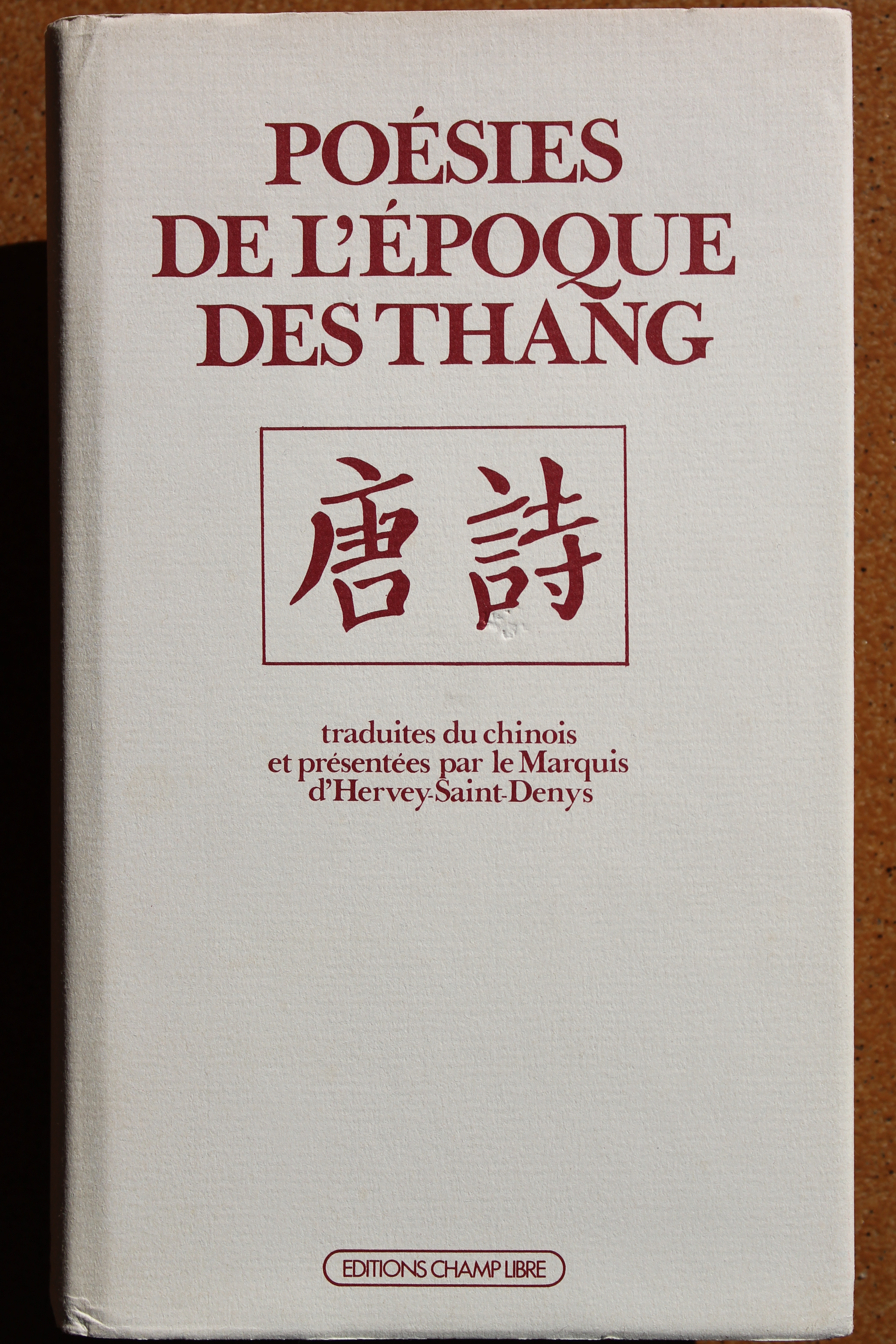
Poésies de l'époque des Thang.
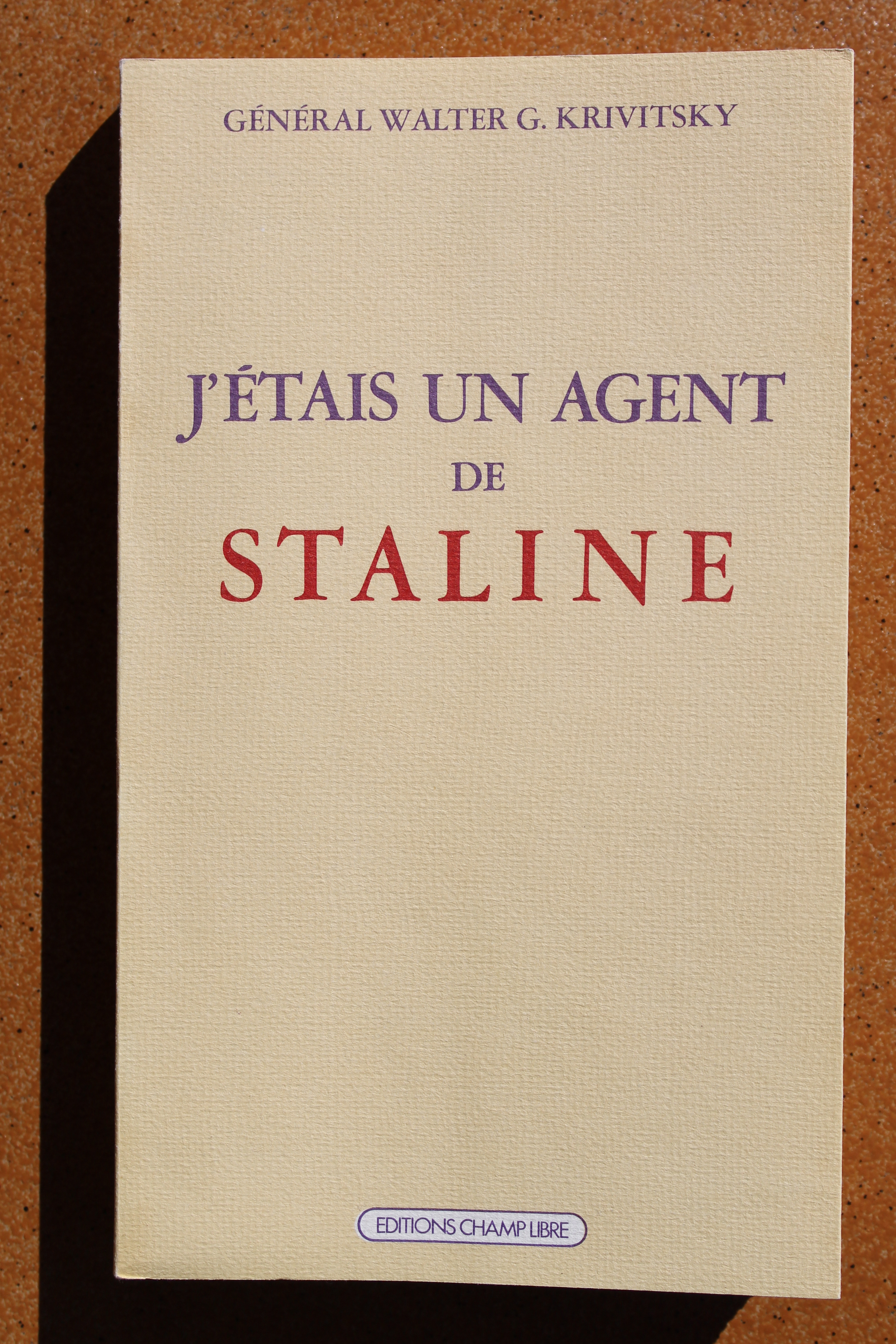
J'étais un agent de Staline par Walter G. Krivitsky.
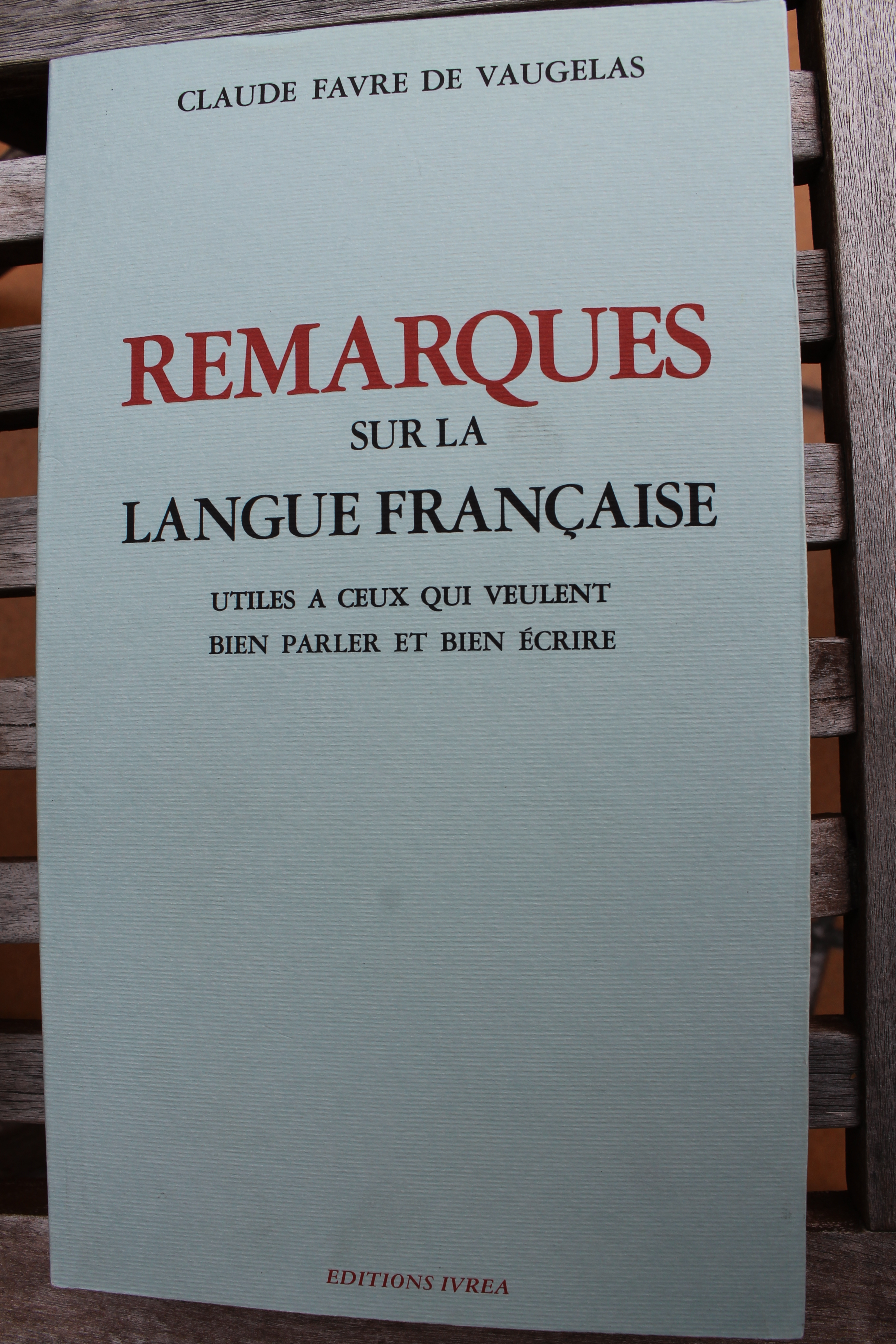
Remarques sur la langue française de Vaugelas.
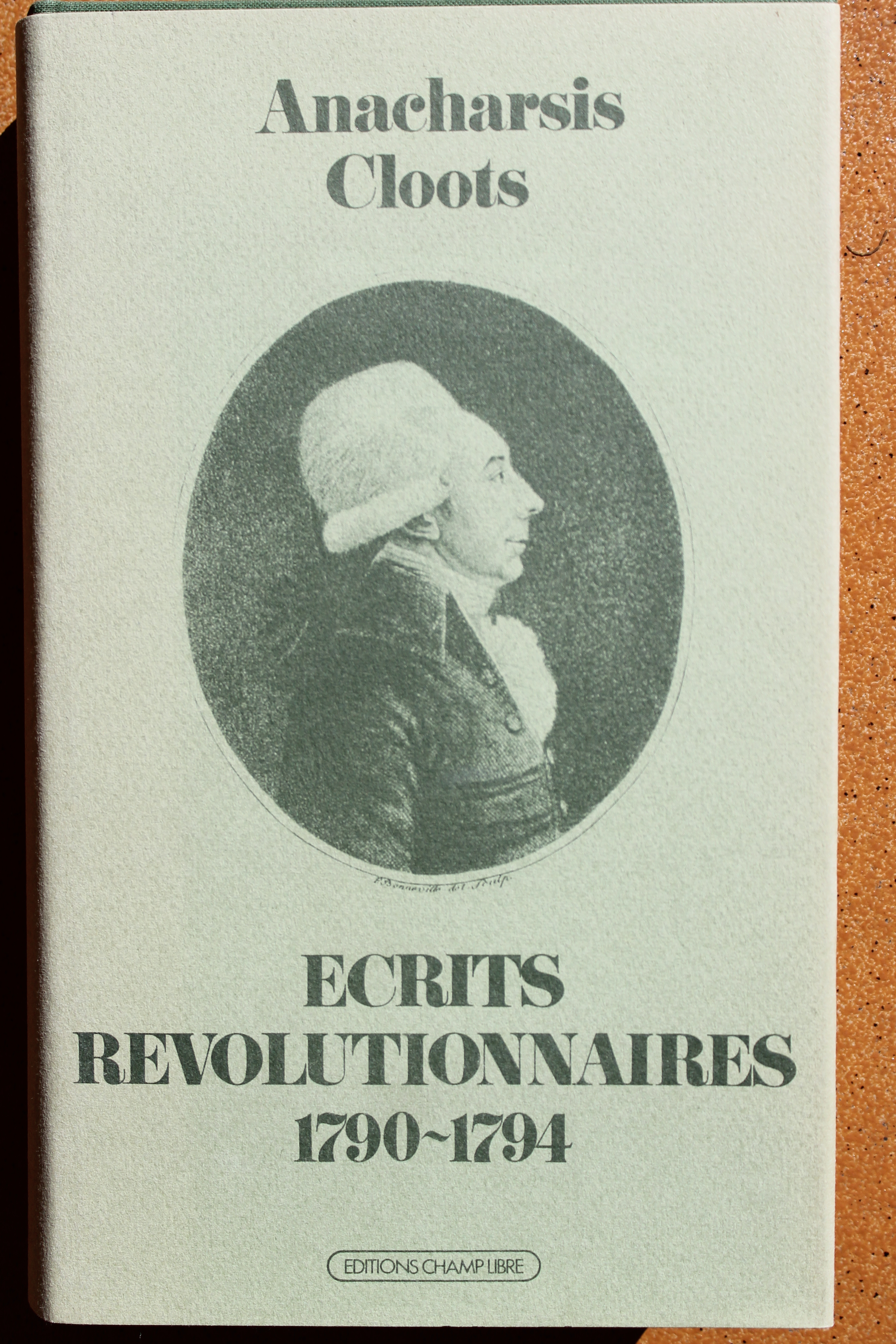
Écrits révolutionnaires d'Anacharsis Cloots.
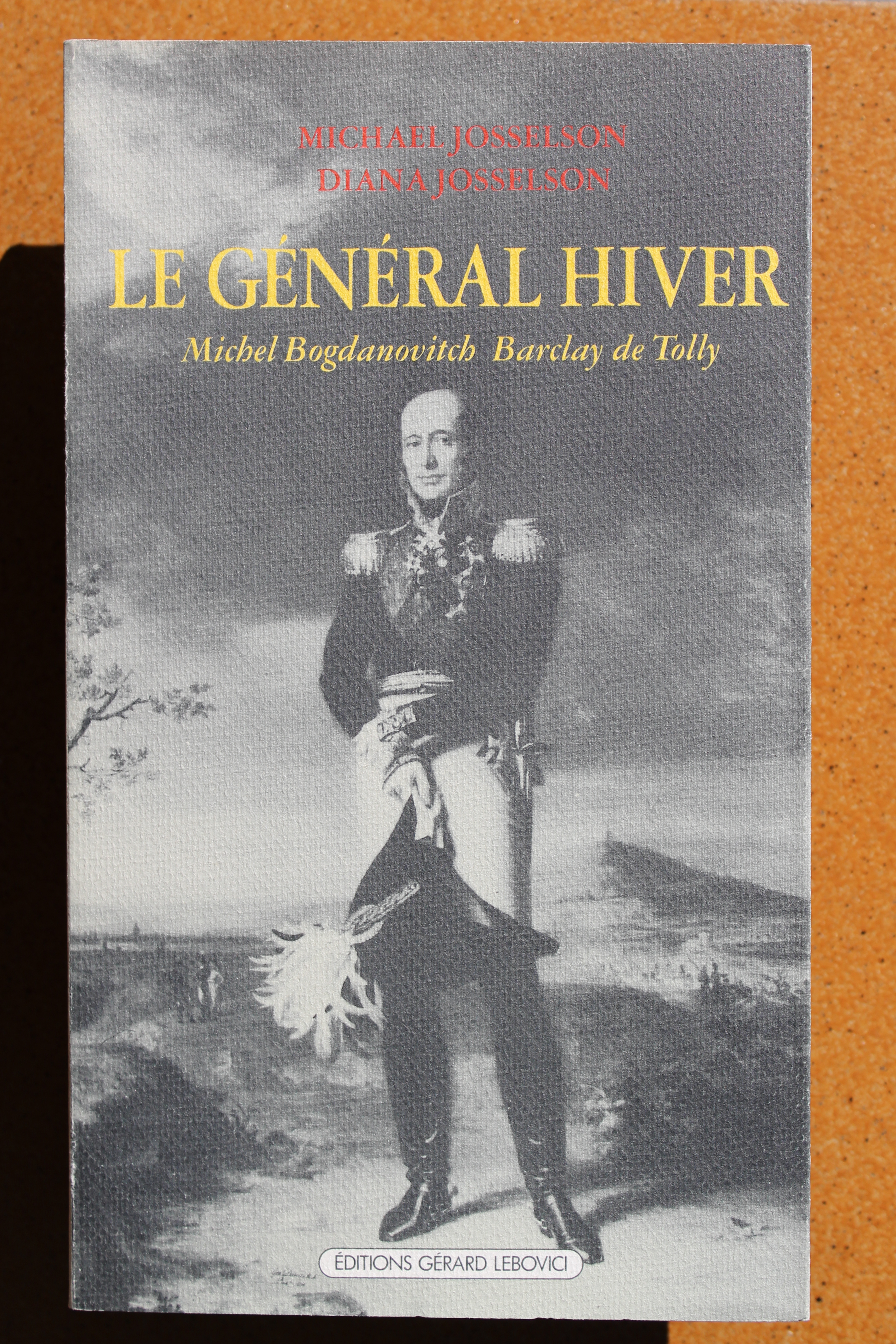
Le Général Hiver de Michael Josselson.
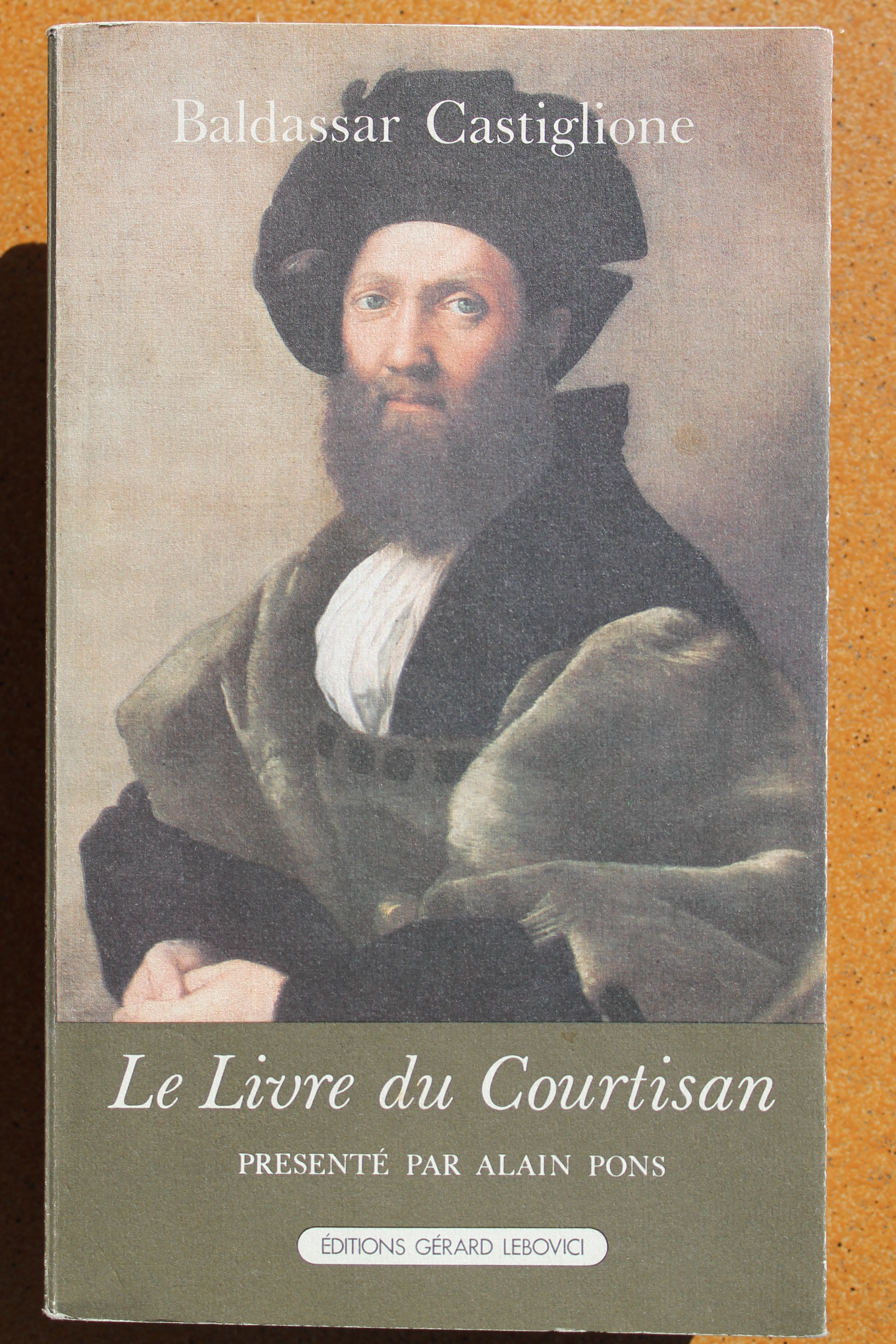
Le Livre du Courtisan, édition de 1987.
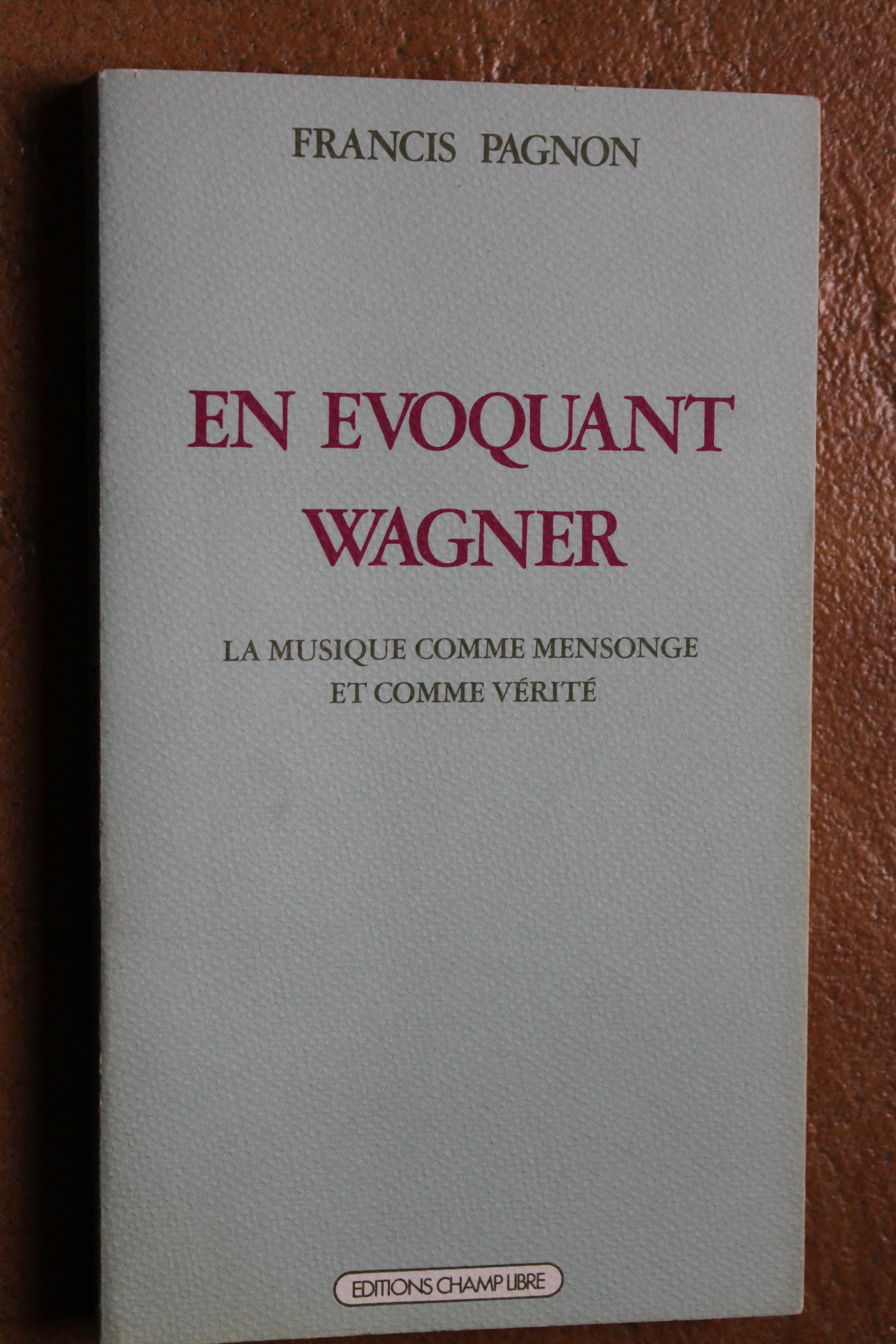
En Évoquant Wagner par Francis Pagnon.
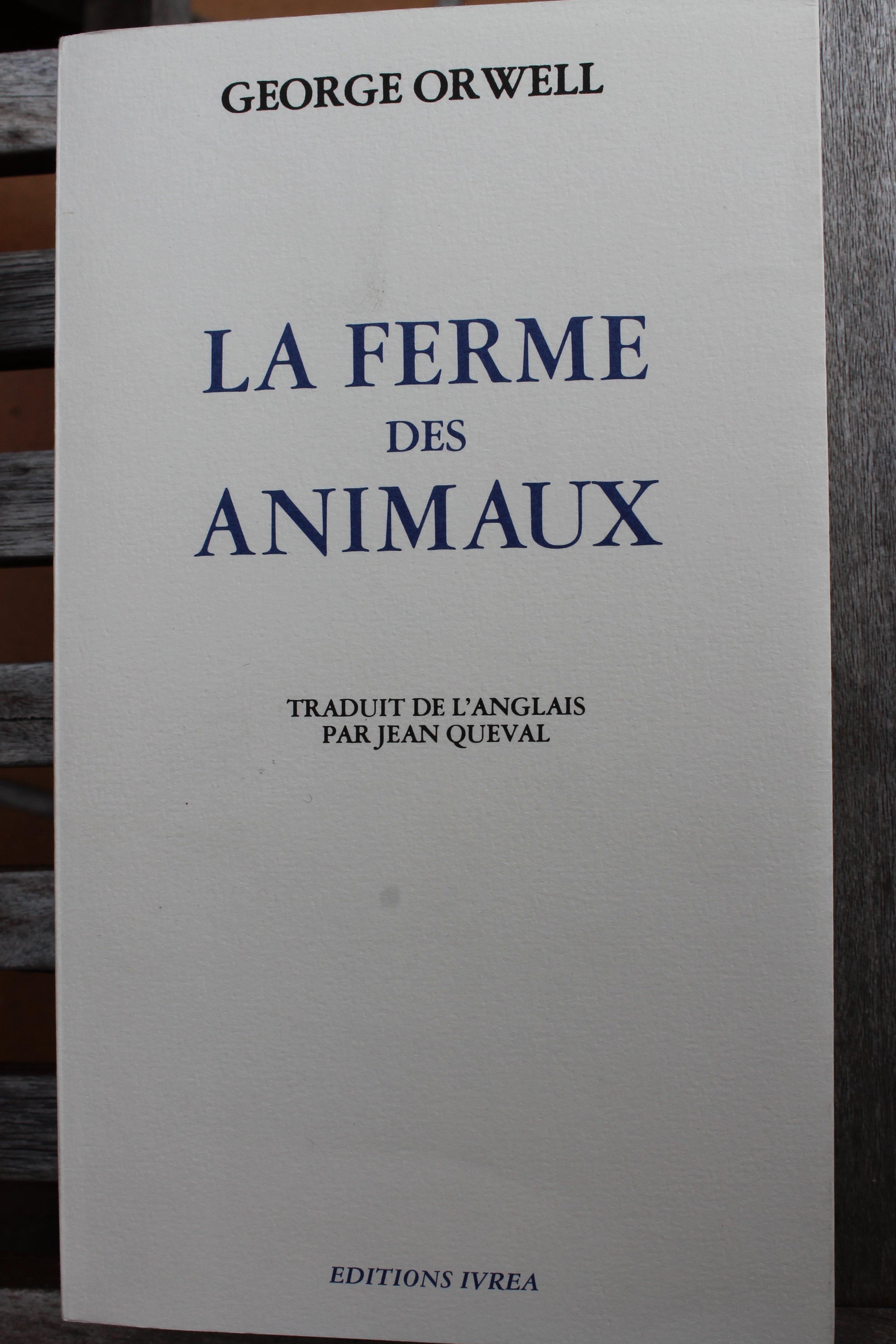
La Ferme des animaux par George Orwell.
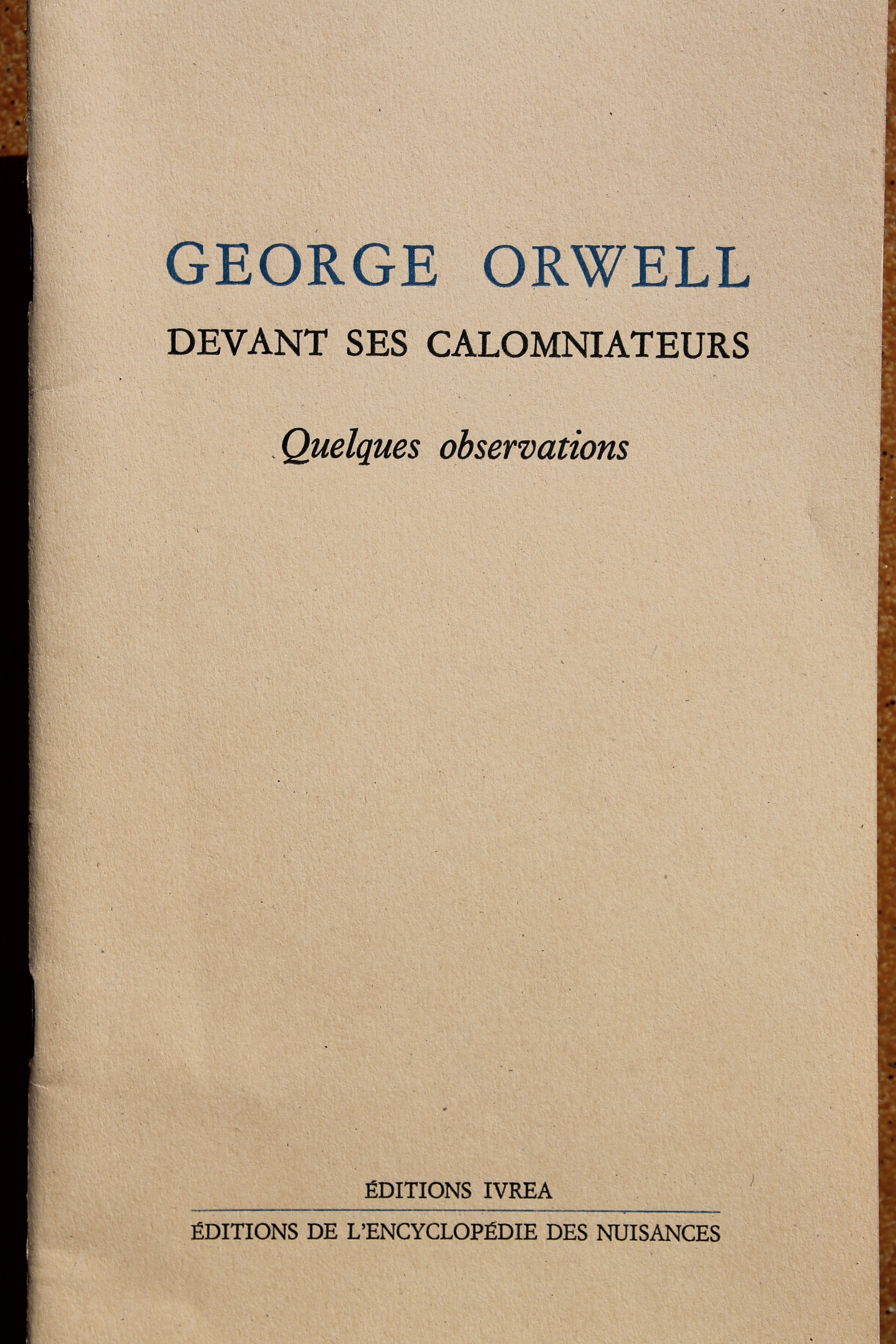
George Orwell devant ses calomniateurs, en co-édition avec l'Encyclopédie des Nuisances.
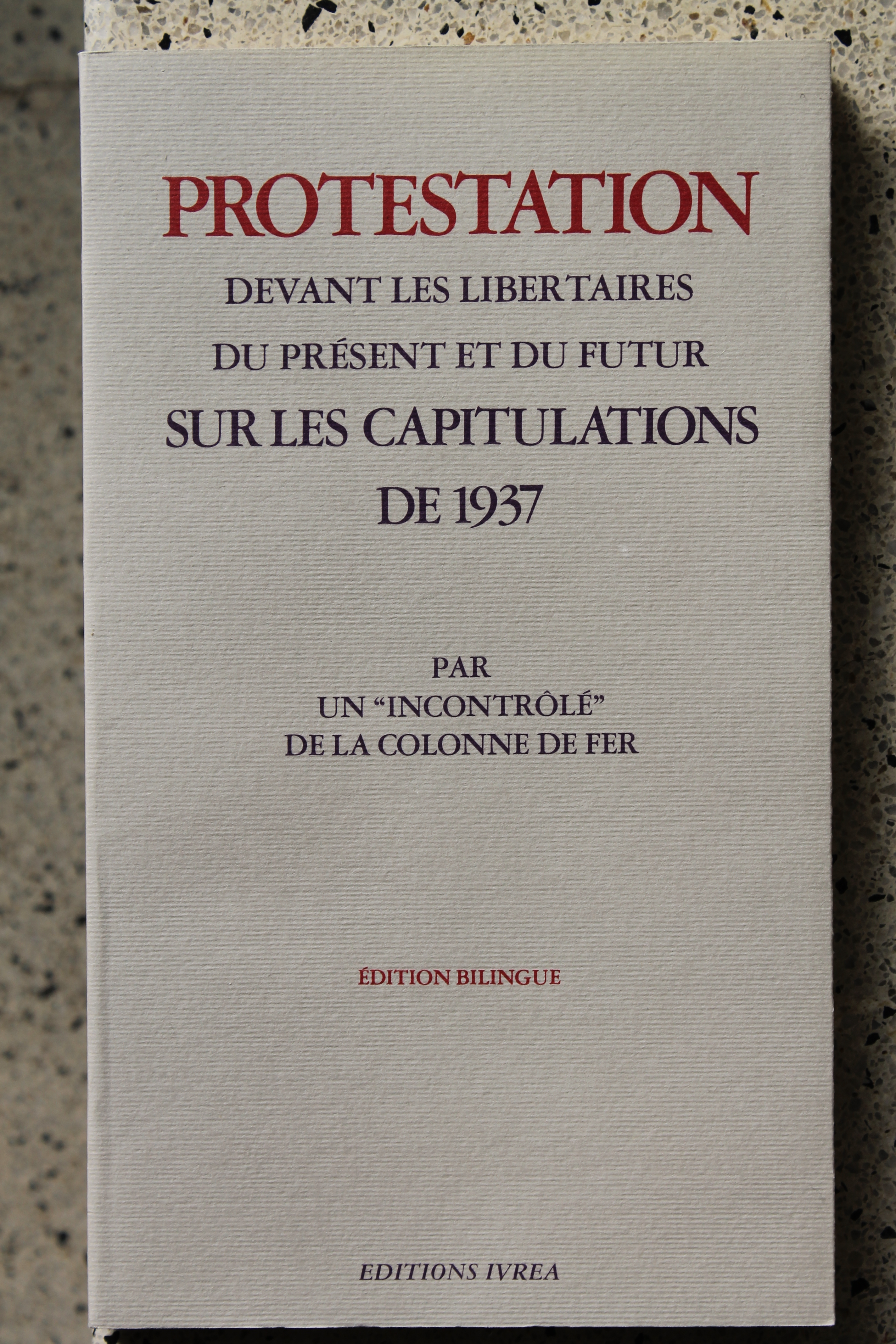
Protestation devant les libertaires du présent et du futur sur les capitulations de 1937.
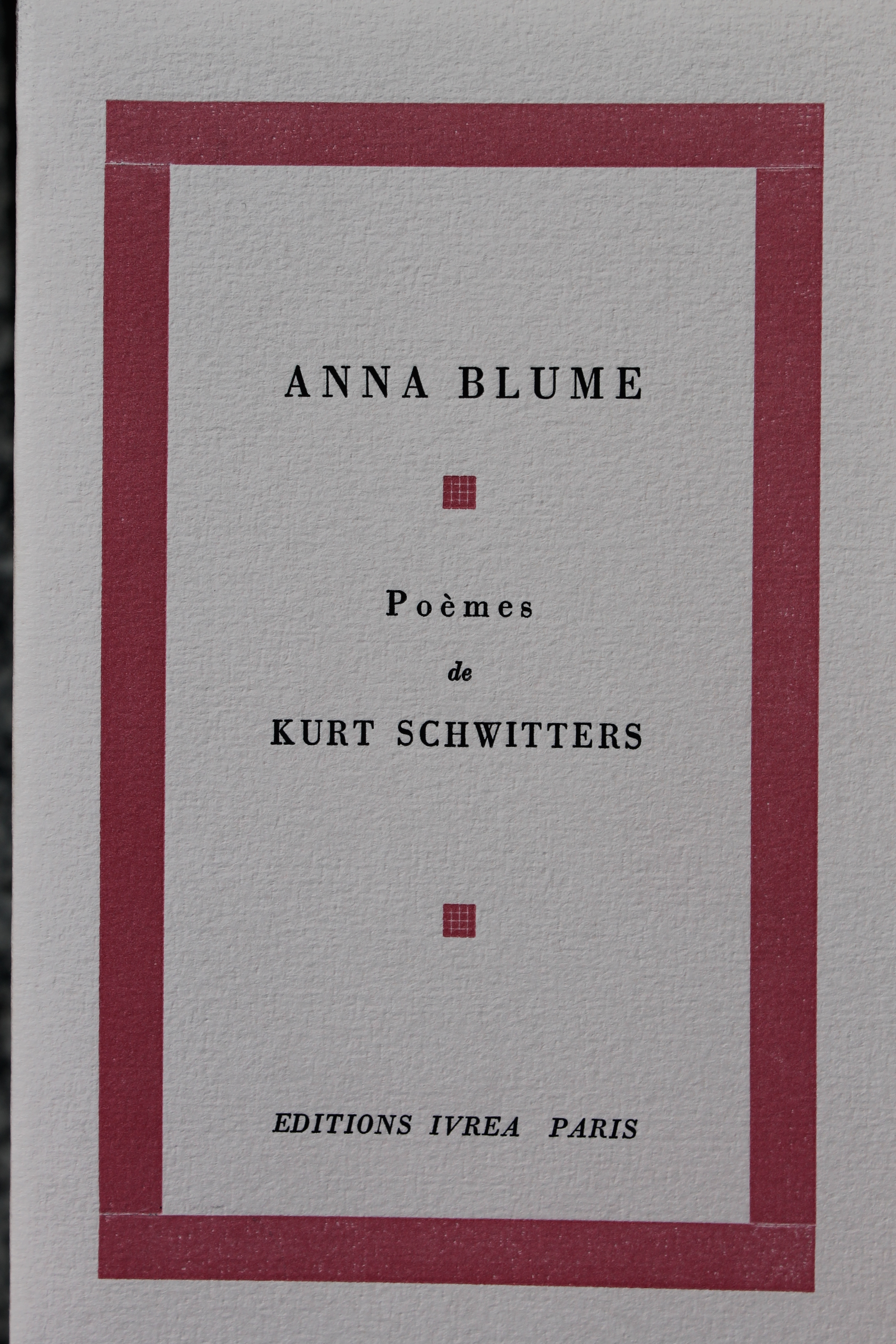
Anna Blume par Kurt Schwitters.
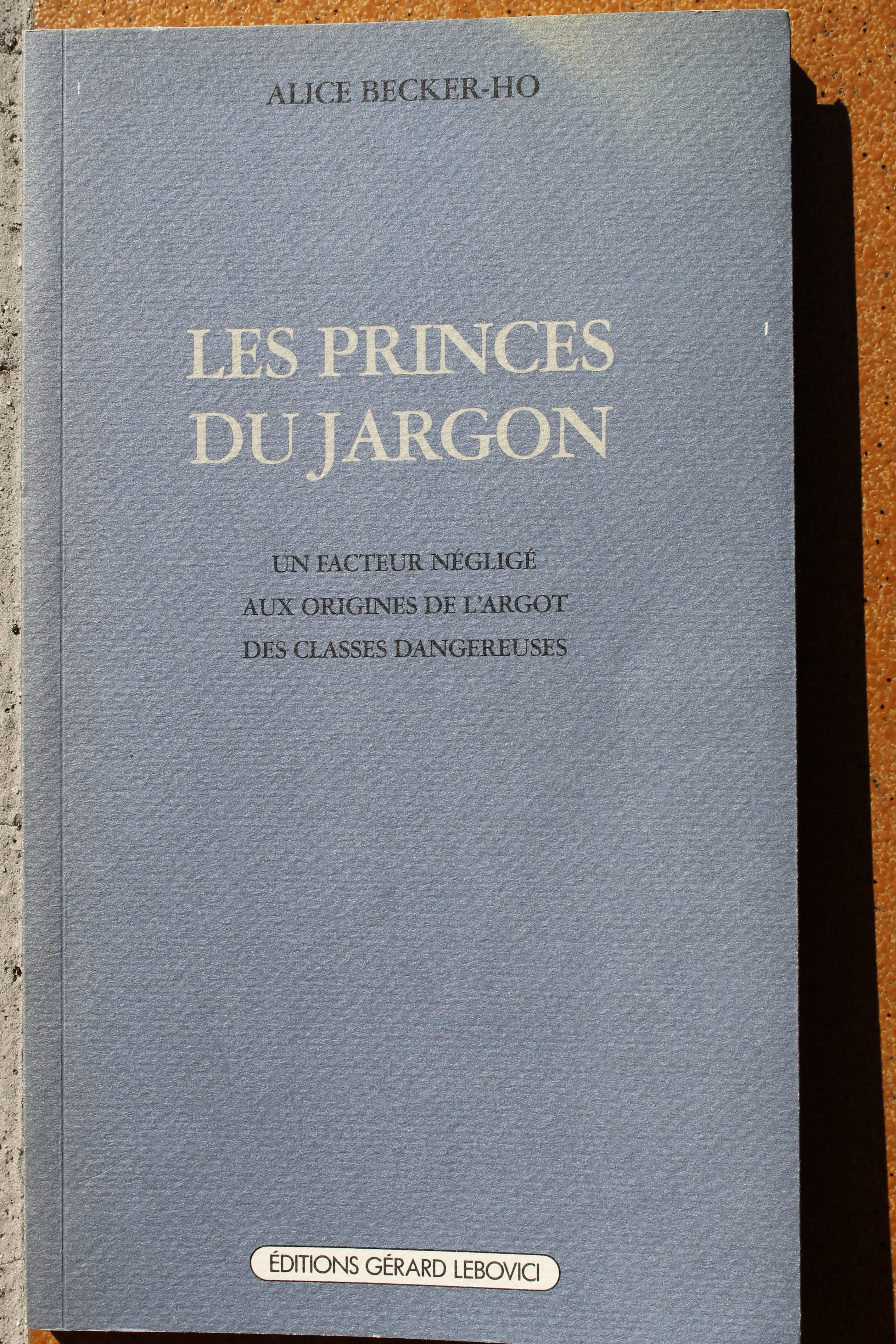
Les Princes du jargon par Alice Becker-Ho.
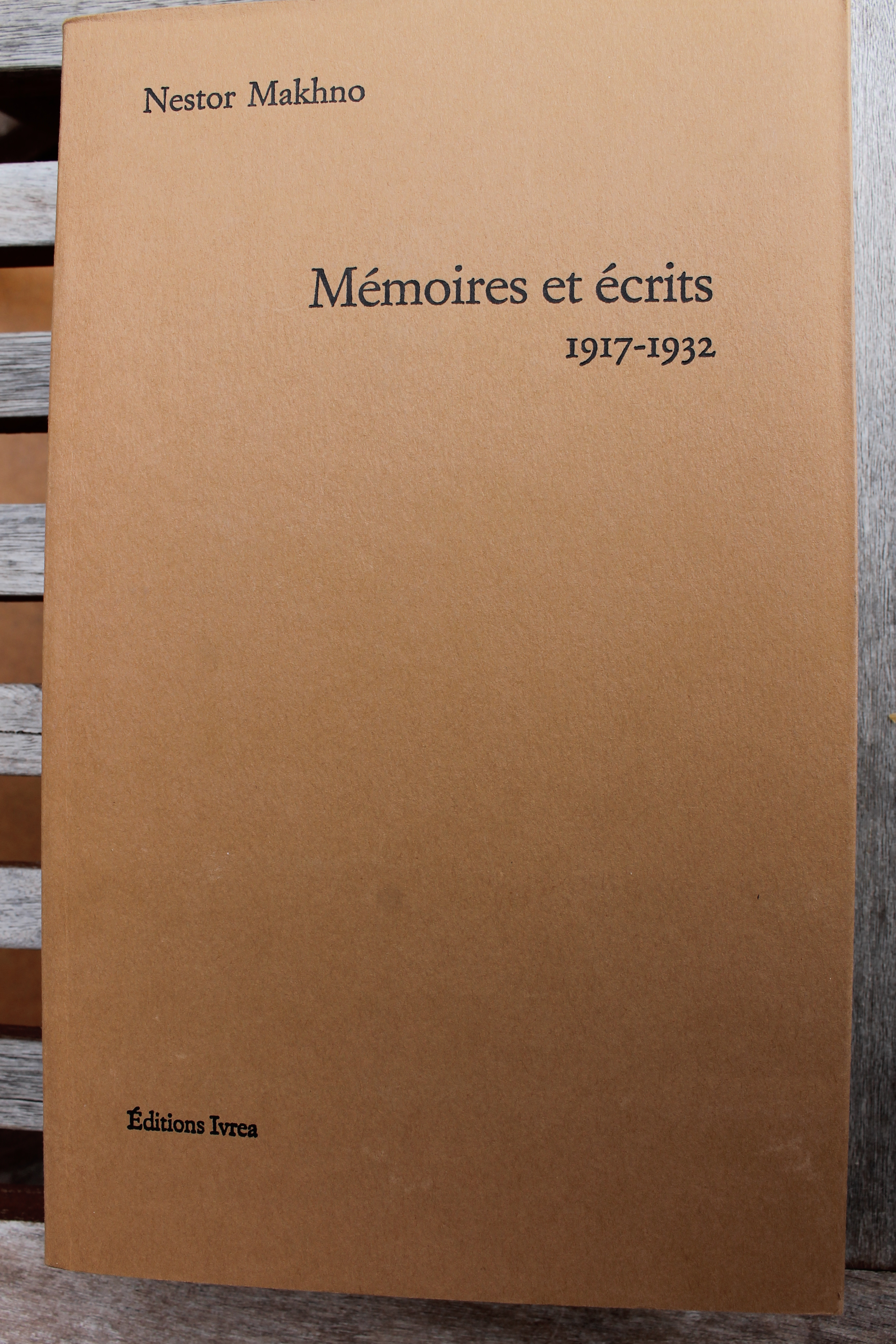
Mémoires et écrits de Nestor Makhno.